# Конрад фон Хоенлое-Рьотинген
Конрад фон Хоенлое-Рьотинген (на немски: Konrad von Hohenlohe-Röttingen; † 30 юни 1277) е граф на Хоенлое-Рьотинген (fl. 1245 – 1251).
Той е третият син на граф Готфрид I фон Хоенлое-Романя († 1254/1255) и съпругата му Рихица фон Краутхайм († сл. 10 декември 1262), дъщеря на Волфрад I фон Крутхайм († 1234) и Аделхайд фон Боксберг († сл. 1213).
Внук е на Хайнрих фон Вайкерсхайм-Хоенлое, господар на Хоенлое († 1212) и Аделхайд фон Лангенбург-Гунделфинген († сл. 1230) и племенник на граф Конрад фон Хоенлое-Браунек-Романя († 1249).
Брат е на Албрехт I фон Хоенлое (fl 1240/1269), Крафт I фон Хоенлое-Вайкерсхайм († 1313), Андреас († 1249), свещеник във Вюрцбург 1245 г., Готфрид фон Браунек († 1312) и на Мехтилд (+ 1293), омъжена за Конрад пфалцграф на Тюбинген (+ 1253) и 1253 г. за Руперт фон Дюрн-Форхтенберг (+ 1306).

## Фамилия
Конрад се жени за Кунигунда († 1268). Те имат децата: 
- Крафт фон Хоенлое († сл. 1287)
- Готфрид фон Хоенлое-Рьотинген († 6 август 1290), женен за Елизабет фон Вертхайм († 6 февруари 1335), дъщеря на Попо IV (Бопо) фон Вертхайм
- Конрад фон Хоенлое († 13 декември сл. 1287)

Конрад се жени втори път сл. 1268 г. за Бертилдис/Аделхайд († сл. 1271). Бракът вероятно е бездетен: